# Providence (Kentucky)
Providence – miasto w Stanach Zjednoczonych, w stanie Kentucky, w hrabstwie Webster.